# Huihe (köping i Kina, Shandong)
Huihe (kinesiska: 回河镇, 回河) är en köping i Kina. Den ligger i provinsen Shandong, i den östra delen av landet, omkring 37 kilometer norr om provinshuvudstaden Jinan. Antalet invånare är 42 095. Befolkningen består av 20 860 kvinnor och 21 235 män. Barn under 15 år utgör 15,0 %, vuxna 15-64 år 72 %, och äldre över 65 år 12,0 %.
Genomsnittlig årsnederbörd är 841 millimeter. Den regnigaste månaden är juli, med i genomsnitt 315 mm nederbörd, och den torraste är januari, med 6 mm nederbörd.